# Ben Smits
Bernard (Ben) Smits (Amsterdam, 6 november 1929 – Heerenveen, 5 maart 2008) was een Nederlandse pianopedagoog.

## Opleiding
Op vijfjarige leeftijd kreeg Smits zijn eerste pianolessen van Roelof Krol, pianist, cellist en later dirigent van het Radio Kamerorkest. Vanaf 1950 behoorde hij samen met de bekende pianopedagoog Jan Wijn tot een selecte groep pianisten die hun opleiding ontvingen van de in Nederland bekende pedagoog Cornelius Berkhout (1892-1958). Smits volgde tevens lessen bij Clara Haskil en Béla Síki (op zijn beurt leerling van Dinu Lipatti). Gedurende die tijd maakte hij diverse opnamen voor de radio in Zwitserland en Nederland.

## Werkzaamheden
Smits werkte vanaf 1955 als hoofdvakdocent piano aan de conservatoriumafdeling van het Amsterdams Muzieklyceum. Daarna was hij in 1963 op uitnodiging van de stichting Sticusa actief bij het opzetten van een muziekschool op Curaçao, waar hij tevens directeur van werd. Hij organiseerde aldaar diverse culturele projecten en verbleef er tot medio 1971.

## Conservatoriumdocentschap
In 1975 werd hij vervolgens hoofdvakdocent piano aan het Zwolse Conservatorium. Daarnaast was hij vanaf 1971 jarenlang directeur van de muziekschool 'De Rinkelbom' in Heerenveen. Smits ging in 1996 met pensioen maar gaf daarna nog regelmatig adviezen aan Nederlandse en buitenlandse pianisten. Smits trad in vele landen op als solist en begeleider van onder anderen de violist Jo Juda, concertmeester van het Concertgebouworkest. Hij vormde een pianoduo met zijn echtgenote Greta Lang (1929-2015). Ben Smits leidde generaties pianisten op, onder wie Jeroen Riemsdijk, Tjako van Schie en Jan Roelof Wolthuis. Samen met Albert Brussee redigeerde hij de nalatenschap van Cornelius Berkhout, wat resulteerde in de uitgave van diens boek De Kunst van Het Pianospel..
De dochter van Ben Smits en Greta Lang is de celliste Pamela Smits (1968).